# لایزنیگ
شهر لایزنیگ (به آلمانی: Leisnig) در ایالت زاکسن در کشور آلمان واقع شده‌است.